# Гордієнко Григорій Петрович
Григо́рій (Юрій) Петро́вич Гордієнко (*23 січня 1891, Пироги — †8 січня 1982, Подєбради) — громадсько-політичний діяч, педагог, військовий урядовець, помічник начальника інспекторського відділу Генерального військового комітету Центральної Ради, начальник канцелярії Головного штабу, помічник начальника адміністративного управління Головного штабу Дієвої Армії УНР, в. о. начальника адміністративного управління, в. о. начальника загального відділу штабу Дієвої армії.

## Біографія
Закінчив Новомосковську вчительську семінарію (1910), Катеринославський учительський інститут (1914). Працював учителем початкової школи (1911) та чотирикласної школи неподалік Катеринослава. Навчався на 2-му курсі історико-філологічного факультету Київського університету св. Володимира. Організатор українізації 228-го пішого запасного полку Катеринославської залоги. Делегат Всеукраїнського військового з'їзду (Київ, 1917). Учасник протигетьманського повстання у складі Чорноморського коша (20 листопада 1918 — 20 грудня 1918).
6 грудня 1919, після любарської катастрофи, вирушив у Зимовий похід Армії УНР, але захворів на тиф і залишився в запіллі ворога на Поділлі. Вилікувавшись, працював учителем в Уланівській приватній змішаній гімназії (лютий-квітень 1920). 5 травня 1920 знову зголосився до українського війська. Навчався в Українській Господарській академії в Подєбрадах, яку закінчив 11 липня 1927 року.
5 лютого 1923 написав «Спогад» — про виступ восени 1917 року підбурених більшовиками робітників військових майстерень на Печерську
та робітників Арсеналу з економічними (виплата зарплати за всі місяці революції) й політичними вимогами — проти Центральної Ради.
Помер та похований у Подєбрадах. Станом на кінець 2007 року могила була збережена.